# Dendrelaphis biloreatus
Espèce
Synonymes
- Dendrophis gorei Wall, 1910
- Dendrelaphis gorei (Wall, 1910)

Dendrelaphis biloreatus est une espèce de serpents de la famille des Colubridae.

## Répartition
Cette espèce se rencontre :
- en Birmanie ;
- en Chine, dans la région autonome du Tibet ;
- en Inde, dans les États d'Assam, Arunachal Pradesh et Bengale-Occidental (district de Darjeeling).

Sa présence est incertaine au Viêt Nam.

## Description
Dendrelaphis biloreatus est un serpent arboricole diurne.

## Publication originale
- Wall, 1908 : Two new snakes from Assam. Journal of the Bombay Natural History Society, vol. 18, p. 272-274 (texte intégral).